# Björkvik
Björkvik – miejscowość (tätort) w Szwecji, w regionie administracyjnym (län) Södermanland (gmina Katrineholm).
Miejscowość położona jest w prowincji historycznej (landskap) Södermanland, ok. 30 km na południowy wschód od Katrineholm nad jeziorem Yngaren.
W 2010 r. Björkvik liczyło 492 mieszkańców.